# Kriss Donald
Kriss Donald (Barrowfield, 2 luglio 1988 – Glasgow, 15 marzo 2004) è stato un ragazzo bianco scozzese di 15 anni rapito, abusato e assassinato a Glasgow nel 2004 per ragioni etniche. Quattro uomini pakistani furono condannati all'ergastolo per l'efferato crimine.

## Rapimento e uccisione
Il 15 marzo 2004 Donald Kriss fu rapito in Kenmure Street da cinque uomini pakistani appartenenti ad una gang locale guidata da Imran Shahid: il rapimento doveva essere una risposta ad un attacco subito da Shahid presso un locale notturno nel centro di Glasgow la notte precedente da parte di un gruppo di ragazzi scozzesi, e Donald fu scelto in quanto "ragazzo bianco dell'area di McCulloch Street", nonostante non fosse affatto coinvolto nell'episodio al locale notturno della sera precedente, né membro di alcuna banda giovanile.
Donald fu tenuto in auto per circa trecento chilometri, inizialmente fino a Dundee, mentre i rapitori cercavano una casa dove nasconderlo, e poi, non avendola trovata, di nuovo a Glasgow, a Clyde Walkway, vicino al centro sportivo Celtic Football Club. Qui, tenendolo per le braccia, lo pugnalarono tredici volte: Donald riportò lesioni interne a tre arterie, ad un polmone, al fegato e ad un rene. Fu castrato, gli venne tagliata la lingua, fu ricoperto di benzina, gli fu dato fuoco e fu lasciato morire nelle fiamme.
Dopo l'omicidio, alcuni tra i rapitori lasciarono il Regno Unito, per cercare rifugio in Pakistan. Tre sospettati furono arrestati in Pakistan nel luglio 2005 ed estradati in Gran Bretagna in ottobre, grazie anche all'intervento di Mohammed Sarwar, deputato alla Camera dei Comuni per la circoscrizione di Glasgow centrale. La polizia pakistana riuscì, intanto, a catturare due dei fuggitivi, seppur con molte difficoltà. Inoltre, non c'era un trattato di estradizione fra il Pakistan e la Gran Bretagna, per cui fu inusuale che l'estradizione venisse concessa, anche per l'intervento del già citato Sarwar. Ci furono numerose complicazioni diplomatiche attorno al caso, incluse apparenti divergenze tra l'attività di membri del governo e quelle ufficiali inerenti alla diplomazia.

## Arresto e processo
Inizialmente, due uomini furono arrestati per il crimine. Uno di loro, Daanish Zahid, fu giudicato colpevole dell'omicidio di Kriss Donald il 18 novembre 2004, diventando così la prima persona ad essere condannata per omicidio con moventi razziali nella storia della Scozia. L'altro, Zahid Mohammed, ammise il coinvolgimento nel rapimento e di aver mentito alla polizia; fu condannato a cinque anni di prigione e fu rilasciato dopo aver scontato metà della pena, deponendo durante il processo contro i rimanenti tre imputati. Questi, Imran Shahid, Zeeshan Shahid e Mohammed Faisal Mustaq, furono accusati di omicidio nell'ottobre 2005, dopo essere stati estradati dal Pakistan.
Il loro processo iniziò il 2 ottobre 2006 in Scozia. L'8 novembre successivo i tre uomini, che si dichiararono innocenti, furono giudicati colpevoli di rapimento e omicidio per motivazioni razziali dall'Alta Corte di Edimburgo: furono condannati all'ergastolo, con la raccomandazione che i fratelli Shahid scontassero la pena per un minimo di venticinque anni e Mushtaq per almeno ventidue.

## Controversie
La BBC è stata criticata da alcuni per aver trasmesso poche informazioni sull'omicidio di Donald, parlandone solo tre volte nel telegiornale nazionale, e, quindi di aver poi confinato il caso nei telegiornali locali scozzesi. Pur ammettendo che la BBC avesse sbagliato nel trattare il caso ("got it wrong"), il responsabile dell'informazione, Fran Unsworth, negò le insinuazioni che la razza di Donald avesse giocato un ruolo nella mancanza di reportage.
Il British National Party fu accusato dal Primo Ministro Scozzese Jack McConnell, dal Labour Party, da membri del parlamento scozzese MSPs, sindacalisti ed esponenti della società civile di cercare di trarre vantaggi politici dal caso. Un articolo del giornale The Scotsman, invece, riportò la mancanza di risposte delle autorità circa le tensioni razziali e che le forze di polizia - Strathclyde Police - si sentivano spinte ad abbandonare le attività investigative sulle bande giovanili asiatiche della zona - Operation Gadher - per timore di offendere le minoranze etniche.
L'8 novembre 2006 anche Bashir Maan, un importante esponente della comunità pakistana locale, dichiarò in televisione, alla BBC, che la polizia era ben a conoscenza della attività delle gang pakistane a Glasgow, ma era riluttante a prendere provvedimenti per paura di essere accusata di razzismo. Già nel gennaio 2005, in un'intervista ad un giornale scozzese, egli aveva dichiarato che "paura e intimidazioni" (fear and intimidation) avessero permesso a bande giovanili asiatiche di creare problemi in alcune parti della città. Nello stesso articolo è citato un ex ufficiale della polizia di Strathclyde, critico verso una "cultura del politicamente corretto" (a culture of political correctness) che consente alle gang criminali di svilupparsi incontrastate. Mohammed Sarwar non si ricandidò più alle elezioni politiche successive, dopo aver ricevuto minacce di morte per il suo ruolo nel favorire l'estradizione dei tre sospetti dal Pakistan.
La band di Glasgow Glasvegas ha scritto la canzone Flowers and Football Tops ("Fiori e maglie da calcio") in memoria dell'omicidio di Kriss Donald.